# Shrewsbury (Massachusetts)
Shrewsbury ist eine Kleinstadt (Town) im Worcester County im US-Bundesstaat Massachusetts. Das U.S. Census Bureau hat bei der Volkszählung 2020 eine Einwohnerzahl von 38.325 ermittelt.
Der Ort liegt an der Boston Post Road wenige Kilometer östlich von Worcester.

## Persönlichkeiten
- Artemas Ward (1727–1800), Generalmajor
- Ralph Earl (1751–1801), Maler
- Nahum Parker (1760–1839), Politiker
- Artemas Ward junior (1762–1847), Politiker
- Calvin Goddard (1768–1842), Politiker
- Leonard H. Wheeler (1811–1872), Erfinder und presbyterianischer Priester
- Lillian Asplund (1906–2006), Titanicpassagier
- Min Chueh Chang (1908–1991), Biologe
- Joseph D. Early (1933–2012), Politiker
- Gregory Mcdonald (1937–2008), Schriftsteller
- Jaak Panksepp (1943–2017), Psychologie-Professor
- Karyn Polito (* 1966), Politikerin
- Tim Murray (* 1968), Politiker
- Mike Birbiglia (* 1978), Entertainer, Filmemacher und Autor
- Simon Lizotte (* 1992), Discgolfer